# Очилато заешко кенгуру
Очилато заешко кенгуру или очилато заешко валаби (Lagorchestes conspicillatus) е вид бозайник от семейство Кенгурови (Macropodidae).

## Разпространение и местообитание
Разпространен е в Австралия и Папуа Нова Гвинея.